# New Britain (Connecticut)
New Britain é uma cidade localizada no estado americano de Connecticut, no Condado de Hartford.

## Demografia
Segundo o censo americano de 2000, a sua população era de 71.538 habitantes.
Em 2006, foi estimada uma população de 70.746, um decréscimo de 792 (-1.1%).

## Geografia
De acordo com o United States Census Bureau tem uma área de
34,7 km², dos quais 34,5 km² cobertos por terra e 0,2 km² cobertos por água. New Britain localiza-se a aproximadamente 58 m acima do nível do mar.

## Localidades na vizinhança
O diagrama seguinte representa as localidades num raio de 16 km ao redor de New Britain.